# Суперкубок України з футболу 2012
Суперкубок України з футболу 2012 — 9-й розіграш Суперкубка України, щорічного футбольного матчу, в якому зустрічаються чемпіон Прем'єр-ліги та володар Кубка України минулого сезону. Матч відбувся 10 липня 2012 року на стадіоні «Авангард» у Луганську. Вперше за всю історію змагання в ньому зустрінуться команди з одного міста (у цьому випадку — міста Донецька): володар «золотого дубля» сезону 2011/2012 років «Шахтар» та фіналіст Кубка України 2011–2012 «Металург». Перемогу в матчі здобули футболісти донецького «Шахтаря» з рахунком 2:0.

## Статистика зустрічей

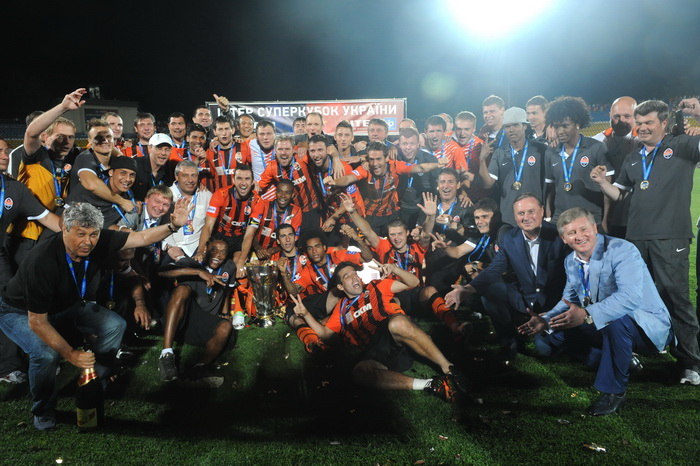
«Шахтар» після перемоги у суперкубку 2012 року

За час проведення розіграшів Суперкубка України донецький «Шахтар» тричі здобував титул та ще чотири рази грав у фіналах. Загальна різниця забитих і пропущених м'ячів «гірників» — 13:11, а головним бомбардиром у «Шахтаря» в матчах за Суперкубок є Олександр Гладкий, на його рахунку три забитих м'ячі.
Для донецького «Металурга» матч за Суперкубок України став першим подібним матчем в його історії.

## Технічні питання
23 травня 2012 року дирекція Прем'єр-ліги визначила місце проведення матчу за Суперкубок України-2012. Вперше в своїй історії матч за Суперкубок України між командами «Шахтар» (Донецьк) та «Металург» (Донецьк) прийняв стадіон «Авангард» у Луганську.

## Деталі
| 10 липня 2012 21:00 EEST +25°C |

| «Металург» Д | 0:2      | «Шахтар»              |
| ------------ | -------- | --------------------- |
|              | Протокол | Адріану 6', Коста 35' |

| «Авангард», Луганськ Арбітр: Анатолій Абдула (Харків) |

| «Металург» · Донецьк | «Шахтар» Донецьк |

| Металург:         |    |                       |          |
|                   |    |                       |          |
| В                 | 12 | Олександр Бандура     |          |
| ЗХ                | 7  | Микола Морозюк        |          |
| ЗХ                | 4  | В'ячеслав Чечер (к)   | 81'      |
| ЗХ                | 14 | Олександр Воловик     | 69', 85' |
| ЗХ                | 84 | Денис Голайдо         |          |
| ПЗ                | 13 | Константінос Макрідіс |          |
| ПЗ                | 9  | Джордже Лазіч         | 66'      |
| ПЗ                | 8  | Грегорі Нельсон       |          |
| ПЗ                | 18 | Велізар Дімітров      | 81'      |
| ПЗ                | 17 | Соарес                | 46'      |
| НП                | 10 | Геворг Казарян        |          |
| Запасні:          |    |                       |          |
| В                 | 31 | Дмитро Воробйов       |          |
| ЗХ                | 2  | Артем Барановський    |          |
| ЗХ                | 21 | Артак Єдігарян        |          |
| ПЗ                | 11 | Даніло                | 46'      |
| ПЗ                | 43 | Павло Грищенко        |          |
| ПЗ                | 44 | Василь Прийма         | 66'      |
| НП                | 19 | Віталій Іванко        | 81'      |
| Тренер:           |    |                       |          |
| Володимир Пятенко |    |                       |          |

| Шахтар:       |    |                   |         |
|               |    |                   |         |
| В             | 30 | Андрій Пятов      |         |
| ЗХ            | 33 | Дарійо Срна (к)   |         |
| ЗХ            | 44 | Ярослав Ракицький | 63'     |
| ЗХ            | 5  | Олександр Кучер   | 26'     |
| ЗХ            | 26 | Резван Рац        |         |
| ПЗ            | 6  | Тарас Степаненко  | 60'     |
| ПЗ            | 7  | Фернандінью       |         |
| ПЗ            | 20 | Дуглас Коста      | 35' 65' |
| ПЗ            | 29 | Алекс Тейшейра    | 77'     |
| ПЗ            | 22 | Генріх Мхітарян   |         |
| НП            | 9  | Луїс Адріану      | 6' 65'  |
| Запасні:      |    |                   |         |
| В             | 35 | Микита Шевченко   |         |
| ЗХ            | 38 | Сергій Кривцов    |         |
| ПЗ            | 3  | Томаш Хюбшман     |         |
| ПЗ            | 77 | Ілсіньо           | 65'     |
| НП            | 11 | Едуардо           | 65'     |
| НП            | 17 | Євген Селезньов   |         |
| НП            | 18 | Марко Девіч       | 77' 85' |
| Тренер:       |    |                   |         |
| Мірча Луческу |    |                   |         |

| АРБІТРИ - головний арбітр: Анатолій Абдула (Харків) - Асистенти: - Олександр Корнійко - Наталя Рачинська (Київ) - Четвертий: Дмитро Кутаков - Інспектор ФФУ: Ігор Хіблін (Хмельницький) | ПРАВИЛА МАТЧУ - 90 хвилин основного часу. - Пенальті, якщо після основного часу рахунок рівний. - Сім гравців на заміні. - Максимум 3 заміни у матчі. - Одночасно на полі не більше 7 легіонерів у кожній команді. |

| Переможець Суперкубка України 2012 |
| ---------------------------------- |
|                                    |
| «Шахтар» (Донецьк) Четвертий титул |